# Desni Štefanki
Desni Štefanki je naselje u Republici Hrvatskoj, u sastavu Općine Lasinja, Karlovačka županija. Naselje je podjeljeno na četiri zaseoka: Prigorici, Špišići, Orečići i Karasi.

## Zemljopis
Desni Štefanki smješteni su u središnjem Pokuplju na desnoj obali rijeke Kupe. Mjesto je granica tri županije: Karlovačka, Zagrebačka i Sisačko-moslavačka županija.

## Stanovništvo
Prema popisu stanovništva iz 2021. godine, naselje ima 218 stanovnika, te 106 obiteljskih kućanstva.
| broj stanovnika | 434   | 382   | 330   | 419   | 484   | 518   | 505   | 562   | 536   | 531   | 529   | 515   | 492   | 481   | 357   | 265   | 211   |
|                 | 1857. | 1869. | 1880. | 1890. | 1900. | 1910. | 1921. | 1931. | 1948. | 1953. | 1961. | 1971. | 1981. | 1991. | 2001. | 2011. | 2021. |

## Šport
Športsko društvo Desni Štefanki

## Spomenici i znamenitosti
- Kapela Srca Isusova i Marijina